# Paul Pierné
Paul Pierné ( Metz, 30 de junio de 1874 - París, 24 de marzo de 1952) fue un compositor y organista francés.

## Biografía
Pierné, nacido en Metz, era primo del compositor y organista Gabriel Pierné. Recibió sus primeras lecciones musicales de su padre Charles, quien a su vez había estudiado con César Franck. Pierné estudió posteriormente en el Conservatorio de París con Georges Caussade y Charles Lenepveu. Recibió una mención en la edición de 1903 del Premio de Roma y obtuvo un segundo premio en la edición de 1904. 
Fue organista de la iglesia de St-Paul-St-Louis en París, sucediendo a su padre en el puesto en 1905 y permaneció en el mismo hasta su fallecimiento en 1952.
Sus composición abarcan un amplio rango, incluyendo dos óperas, varios ballets, dos sinfonías, varios poemas sinfónicos, música de cámara, así como varias obras de temática religiosa de gran formato también, incluyendo dos misas, un oratorio, varias obras corales y música para órgano (música).